# 中国驻肯尼亚大使馆
中华人民共和国驻肯尼亚共和国大使馆，简称中国驻肯尼亚大使馆，是中华人民共和国驻肯尼亚的外交代表机构。

## 机构设置
中国驻肯尼亚大使馆设置下列机构：
- 经济商务处
- 领侨处
- 中国常驻联合国环境规划署代表处
- 中国常驻联合国人类住区规划署代表处